# マカオの競馬
マカオの競馬（マカオのけいば）では、マカオにおける競馬について記述する。

## 歴史
- 17世紀、ポルトガル居留地マカオ市内で競馬が行われていた記録が残る[1]。
- 1829年、イギリス人がマカオ半島北部で最初の近代競馬を開催[1][2]。
- 1846年、香港にハッピーバレー競馬場開設。マカオにおける競馬開催が中断[1]。
- 1927年、黒沙環地区に競馬場（現在の祐漢街市）開設。競馬開催が再開[1][2]。
- 1941年、太平洋戦争勃発により競馬開催中断[1][2]。
- 1980年、タイパ競馬場開設。ハーネス競馬（繋駕速歩競走）を開始[1][2]。
- 1988年、マカオ・トロッティングクラブによるハーネス競馬開催中断[2]。
- 1989年、マカオジョッキークラブ設立。平地競走に移行し競馬開催を再開[1][3]。
- 1990年、経営難により競馬開催中断。カジノ経営者スタンレー・ホーが買収[2]。
- 1991年、競馬開催を再開[2]。
- 2000年、国際セリ名簿基準書のパートIIIに認定[4]。
- 2004年、国際セリ名簿基準書のパートIIに昇格[4]。香港との交流競走を開始[5]。
- 2018年、マカオジョッキークラブが2042年までの競馬運営権契約延長を承認される[6]。
- 2024年、競馬運営権契約が解除され、競馬の開催を停止[7][8][9][10][11][12][13]。

## 特徴
東アジアにおける最初のヨーロッパ人居留地であったマカオの競馬は歴史が古く、1637年にマカオを訪れたイギリスの商人が聖ドミニコ教会前の広場で競馬が開催されていたことを書き残している。近代競馬は数回の中断・廃絶と再開を経ており、現在のタイパ競馬場は1980年に繋駕速歩競走の競馬場として開設され、1989年にマカオジョッキークラブによりサラブレッドの平地競走に転換した後、経営難に陥ったクラブを1991年から当時のマカオでカジノの1社独占経営権を握っていたスタンレー・ホーの企業集団が買収し、民間企業により運営されてきた。
マカオには競馬以外にも庶民向けのギャンブルとして1991年までハイアライ、2018年までドッグレースがあり、競馬が大きな人気を得たことはなかった。さらに2004年にカジノへの外資参入が許可されて競争が激しくなり、カジノのサービスが向上する反面で他のギャンブルは衰退し、競馬についても廃止説が何度か上がってきた。
2023/2024年シーズンには、2023年9月29日の開始直前までマカオ政府の開催承認が認可されずに廃止危機が取りざたされ、シーズン開始後の同年11月には、マカオジョッキークラブが財政難から賞金額の30%減額の計画を発表したところ、調教師と騎手がストライキの実施を警告する騒ぎとなり、撤回に追い込まれた。
当シーズン中の2024年1月15日、マカオ政府とマカオジョッキークラブは競馬運営権契約を同年4月1日付けで解除し、競馬の開催を停止することを発表した。発表によれば、マカオジョッキークラブの累積損失は2024年1月時点で25億パタカ（当時のレートで約450億円）に及んでおり、クラブ側からの申し出により契約解除が合意されたとされている。マカオ行政法務司長（行政法務長官）の張永春は、契約解除発表の記者会見において、競馬が衰退産業であり、マカオに社会経済的利益をもたらさないことを理由として将来の運営権入札を行わないと説明しており、競馬開催は将来的にも再開されない見通しである。

### 競走
競馬シーズンは9月末から翌年の8月末までで、毎週1～2回、金曜日にはナイター競走、週末には日中競走または薄暮競走が開催されていた。馬場は芝とサンド（ダート）があり、双方の平地競走が行われていた。2022/2023年シーズンの施行競走のコース種別は芝が186回、サンドが141回だった。
2003年頃が競馬開催の最盛期で年間1200回の競走が施行されていたが、2020年代までに大幅に衰退し、開催日は週に1日がほとんどで、1日の施行競走数は5回程度になっていた。2022/2023年シーズンの開催日数は65日、施行競走数は327回だった。
大レースとしては2007/2008年シーズンに開始されたマカオギニー、マカオダービー、マカオゴールドカップからなる三冠競走（トリプルクラウンシリーズ）があったが、マカオギニーは2022/2023年シーズンには施行されなかった。
マカオギニー以外にもカップレース（盃賽）は減少しており、2018/2019年シーズンまでは年間40回以上施行されていたが、2022/2023年シーズンには12回だった。重賞も年間14回であったものが、年間3回となっていた。
最後の競走は2024年3月30日に開催された。

### 馬券
中国への復帰以前から香港で馬券を場外発売していたが、2002年に香港政府が施行した賭博條例改正により香港での域外事業者によるギャンブルサービス提供が禁止されたため、売り上げの60%が減少する大きな打撃を受けた。これに対してマカオジョッキークラブは大陸からの集客で売り上げを補うとともに、2005年に香港の競馬の域外馬券販売を受け入れる許可を香港政府から獲得するなど、早くから海外競馬の国際サイマル（場外）発売に取り組んできたが、大陸客の減少や主催競走の域外発売ができない制約から、売り上げは低迷していた。

### 馬産と競走馬
マカオではサラブレッドの生産は行われていない。
現役競走馬の在厩頭数は2003年には1200頭だったが、2023年には220頭にまで減少していた。2024年1月の競馬開催終了発表時点での在厩頭数は引退馬等を含めて290頭で、開催終了後6か月間はスタッフが残って世話を続け、中国本土やオーストラリア、ニュージランドなど海外に移送される。

## 主な競走
マカオは『国際セリ名簿基準書』のパートII国であり、同基準書のパートIIに記載されている国内重賞は、国際的にはブラックタイプで記載することのできるリステッド競走とみなされる。
2018/2019年シーズンに『国際セリ名簿基準書』に記載されていた重賞は次のとおり。
| 開催月 | 格付け | 競走名 | 馬場・距離 | 出走条件 |
| ------ | --- | --- | --- | --- |
| 10月   | G2 | オータムトロフィー | 砂1600m | 3歳以上 |
| 1月    | G2 | ウインタートロフィー | 芝1800m | 3歳以上 |
| 2月    | G2 | スプリングトロフィー | 芝1500m | 3歳以上 |
| 3月    | G1 | マカオ香港トロフィー | 芝1500m | 4歳以上 |
| 3月    | G1 | チェアマンズチャレンジカップ | 芝1200m | 3歳以上 |
| 3月    | G3 | マカオスプリントトロフィー | 芝1200m | 3歳以上 |
| 4月    | G2 | ディレクターズカップ | 芝1500m | 3歳以上 |
| 4月    | G3 | ダービートライアル | 芝1500m | 4歳 |
| 5月    | G1 | マカオギニー | 芝1500m | 4歳以上 |
| 6月    | L | リスボンチャレンジ | 芝1500m | 2・3歳 |
| 6月    | G2 | サマートロフィー | 砂1350m | 3歳以上 |
| 7月    | G1 | マカオダービー | 芝1800m | 4歳 |
| 7月    | G1 | マカオスターオブサンドS | 砂1600m | 3歳以上 |
| 8月    | G1 | マカオゴールドカップ | 芝1800m | 3歳以上 |
| 出典   | - Cataloguing Standards and International Statistics 2019. The Jockey Club Information Systems. (2019). p. 2-7 - “Cup Race Results 2018/2019”. Macau Jockey Club. 2023年10月16日閲覧。（アーカイブコピー - ウェイバックマシン） | - Cataloguing Standards and International Statistics 2019. The Jockey Club Information Systems. (2019). p. 2-7 - “Cup Race Results 2018/2019”. Macau Jockey Club. 2023年10月16日閲覧。（アーカイブコピー - ウェイバックマシン） | - Cataloguing Standards and International Statistics 2019. The Jockey Club Information Systems. (2019). p. 2-7 - “Cup Race Results 2018/2019”. Macau Jockey Club. 2023年10月16日閲覧。（アーカイブコピー - ウェイバックマシン） | - Cataloguing Standards and International Statistics 2019. The Jockey Club Information Systems. (2019). p. 2-7 - “Cup Race Results 2018/2019”. Macau Jockey Club. 2023年10月16日閲覧。（アーカイブコピー - ウェイバックマシン） |

## 主な競馬場
- タイパ競馬場